# José Joaquín Prieto
José Joaquín Prieto, čilenski general in politik, * 20. avgust 1786, Concepción, † 22. november 1854, Santiago de Chile.